# Lamba (Yabassi)
Pour les articles homonymes, voir Lamba.
Lamba est un village du département du Nkam au Cameroun. Situé dans l'arrondissement de Yabassi, il est localisé à 18 km de Dimbong.

## Population et environnement
En 1967, le village de Lamba avait 282 habitants. La population de Lamba était de 756 habitants dont 386 hommes et 370 femmes, lors du recensement de 2005.